# Методистский собор Уэсли
Методистской собор Уэсли (англ. Wesley Methodist Cathedral) — протестантская церковь в Кумаси, Гана. Является крупнейшей методидистской церковью региона, и является центром Епископальной области в Кумаси. Здание названо в честь Джона Уэсли, основателя методизма.